# Back Door (band)
Back Door was een Britse jazzrock- en bluesband, die actief was tussen 1971 en 1977.

## Bezetting
Oprichters
- Ron Aspery (altsaxofoon, sopraansaxofoon, fluit, keyboards)
- Colin Hodgkinson (basgitaar, percussie, zang)
- Tony Hicks (drums)

Laatste bezetting
- Ron Aspery (altsaxofoon, sopraansaxofoon, fluit)
- Colin Hodgkinson (basgitaar)
- Adrian Tilbrook (drums, 1975–1977)

Gasten
- Felix Pappalardi (e-piano, percussie, op 8th Street Nites)
- Dave MacRae (e-piano, piano, op Another Fine Mess, The Human Bed)
- Peter Thorup (zang, op Another Fine Mess)
- Bernie Holland (gitaar, op Another Fine Mess)
- Rod Mason (saxofoon, 2005)

## Geschiedenis
Colin Hodgkinson en Ron Aspery haalden Tony Hicks om naast hun broodwinning in het dansorkest van Eric Delaney hun eigen muzikale belangen te volgen. Ze traden regelmatig op in een pub in Blakey Ridge in Yorkshire. De pubeigenaar verstrekte de financiering voor de productie van een gelijknamige lp van het trio, die in 1972 werd uitgebracht. Het album werd na een positieve bespreking in het vakblad New Musical Express ook in Londen op de markt gebracht, waar het werd opgemerkt door Pete King. Hij contracteerde de band voor twee weken in Ronnie Scott's jazzclub, waar ze Return to Forever voor Chick Corea speelden. Na deze concerten kreeg de band een contract bij Warner Bros. Records, waar het eerste album nogmaals verscheen. Back Door belandde bij de Jazz Poll van Melody Maker achter Soft Machine en Nucleus op de derde plaats.
Op de beide volgende albums werd het klankbeeld van de band door zang en gastmuzikanten uitgebreid. Toetsenist McRae speelde in 1974 ook enkele concerten met de band. Deze speelde als voorgroep voor Miles Davis (ook in Frankrijk) en voor Emerson, Lake & Palmer (in Noord-Amerika). Tijdens verdere tournees door Europa trad de band samen op met Alexis Korner en daarna in Noord-Amerika met de J. Geils Band. Het album Activate (1976) ontstond zonder gastmuzikanten, alleen in het trio. In 1977 werd de band ontbonden, omdat er geen regelmatige mogelijkheden tot optreden meer waren.
In 1986 ontmoetten de oprichters zich voor een concert in Ronnie Scott's, waaraan een korte toer door het Verenigd Koninkrijk was verbonden. In 2003 nam de band het album Askin' the Way op en speelde enkele concerten in Yorkshire. Door de ziekte en het overlijden van Aspery eind 2003 kwamen er geen grote tournees meer. In 2005 werden enkele concerten, onder andere op het Brecon Jazz Festival en het Hull Jazz Festival gespeeld met saxofonist Rod Mason.
De Colin Hodgkinson Group met Rod Mason en drummer Paul Robinson, die in 2008 het album Backdoor Too! uitbracht, wordt gezien als de opvolger van de band.

## Overlijden
Ron Aspery overleed op 10 december 2003. Tony Hicks (niet te verwarren met de zanger/gitarist van The Hollies) overleed op 12 augustus 2006

## Discografie
Studioalbums
- 1972: Back Door
- 1973: 8th Street Nites
- 1975: Another Fine Mess
- 1976: Activate
- 2003: Askin' the Way
- 2023: The Impulse Session (sessie opgenomen in 1971 voorafgaand aan hun debuutalbum. Bevat 5 niet eerder uitgebrachte nummers en 8 vroege versies van nummers die later op de eerste 2 albums verschenen).

Livealbum (BBC Radio 1 sessies)
- 2002: The Human Bed (2002)

Compilatiealbum
- 2014: Back Door/8th Street Nites/Another Fine Mess (BGO herpublicatie van eerste 3 albums (2014)

Samenwerking
- 1977: Ron Aspery en Colin Hodgkinson speelden beiden op Emerson, Lake & Palmers album Works Vol 2, op Carl Palmers stuk Bullfrog.